# Вишневская, Валентина Ивановна
Валенти́на Ива́новна Вишне́вская (9 декабря 1945, Псков — 25 марта 2022, Москва) — советская и российская актриса театра и кино цыганского происхождения, эстрадная певица. Заслуженная артистка Российской Федерации (1996). Артистка цыганского культурного центра «Ромалэ».

## Биография
Родилась 9 декабря 1945 года в Пскове в цыганской семье.
В 1960-е годы поступила во Всероссийскую мастерскую эстрадного искусства, где проходила обучение у Ирмы Яунзем и Георгия Виноградова. Здесь же познакомилась со своим будущим мужем Дуфуней Вишневским.
С 1970-х годов работала артисткой цыганского культурного центра «Ромалэ», записала дебютный диск.
В 1993 году дебютировала как киноактриса в фильме «Я виноват». Затем снималась в таких фильмах, как «Грешные апостолы любви» (1995), «Я виноват—2» (2000). В 2001 году принимала участие в качестве актрисы в съемках сериала «Нина. Расплата за любовь».
С 2003 по 2009 годы руководила Фондом Дуфуни Вишневского, который учредила в память о своём супруге.
В 2019 году учредила АНО «Культурный центр Валентины Вишневской».
Скончалась 25 марта 2022 года в Москве на 77-м году жизни.

## Семья
- Муж — Дуфуня Белашевич Вишневский (1947—2003) — советский и российский актёр театра и кино, кинорежиссёр, сценарист, продюсер, исполнитель цыганских романсов и песен.
  - Дочь — Мадлена Вишневская

## Музыкальная карьера
Участвовала в «Голубом огоньке» 80-х годов. В это же время гастролировала за рубежом, участвовала в международных фестивалях.

### Альбомы
| Год  | Название                                                     | Подробнее                                                    |
| ---- | ------------------------------------------------------------ | ------------------------------------------------------------ |
| 1975 | Цыганские песни                                              | - Выпущен: 1975 - Формат: винил - Лейбл: Мелодия             |
| 1979 | Моя песня — моя жизнь!                                       | - Выпущен: 1979 - Формат: винил - Лейбл: Мелодия             |
| 1996 | Валентина Вишневская & Дуфуня Вишневский — Цыганский караван | - Выпущен: 1996 - Формат: CD - Лейбл: Alta Productions, Inc. |

## Фильмография
| Год  |   | Название                 | Роль   |
| ---- | - | ------------------------ | ------ |
| 1993 | ф | Я виноват                | Мария  |
| 1995 | ф | Грешные апостолы любви   | Зоя    |
| 2000 | ф | Я виноват — 2            | Мария  |
| 2001 | с | Нина. Расплата за любовь | эпизод |

## Награды
- Орден Дружбы (2006)[1]
- Заслуженный артист Российской Федерации (1996)[2]